# 中國石油學會 (中華民國)
中國石油學會，是於1962年10月由金開英和中華民國的石油學者專家、中油公司、政府有關機構等共同發起成立，而金開英獲選為首任理事長。於1963年創辦「石油季刊」。

## 外部連結
- 中國石油學會 官方首頁 （页面存档备份，存于）